# Бродниця (гміна, Сьремський повіт)
Гміна Бродниця (пол. Gmina Brodnica) — сільська гміна у північно-західній Польщі. Належить до Сьремського повіту Великопольського воєводства.
Станом на 31 грудня 2011 у гміні проживало 4918 осіб.

## Територія
Згідно з даними за 2007 рік площа гміни становила 95.86 км², у тому числі:
- орні землі: 69.00%
- ліси: 23.00%

Таким чином, площа гміни становить 16.68% площі повіту.

## Населення
Станом на 31 грудня 2011:
| Опис     | Загалом | Загалом | Чоловіки | Чоловіки | Жінки | Жінки |
| -------- | ------- | ------- | -------- | -------- | ----- | ----- |
| одиниця  | осіб    | %       | осіб     | %        | осіб  | %     |
| все      | 4918    | 100     | 2487     | 50.57    | 2431  | 49.43 |
| міське   | 0       | 100     | 0        |          | 0     |       |
| сільське | 4918    | 100     | 2487     | 50.57    | 2431  | 49.43 |

## Сусідні гміни
Гміна Бродниця межує з такими гмінами: Мосіна, Сьрем, Чемпінь.